# 工業用水法
工業用水法（こうぎょうようすいほう、昭和31年6月11日法律第146号）は、工業用水の合理的な供給を確保するとともに、地下水の水源の保全を図り、地盤の沈下の防止に資すること（同法1条）に関する日本の法律である。
1956年（昭和31年）6月11日に公布された。

## 沿革
日本において、初めて地盤沈下問題が注目されたのは、大正時代末期、関東大震災後の水準測量で、現在の東京都江東区付近の地盤沈下が確認されたことである。当初は地震によるものと思われたが、昭和時代初期には大阪府大阪市においても同様の地盤沈下が確認され、調査研究の結果、過剰な地下水汲み上げが原因と目されるようになった。昭和20年代には第二次世界大戦による工場操業能力の低下で一旦緩やかになったものの、戦後の復興とともに急速に近代化が進む中で、地下水を工業・農業・ビルの冷房のために利用するようになり地盤沈下が進行した。そこで工業用水の揚水を規制するため、昭和31年、地盤沈下の進行防止を目的として、「工業用水法」は制定された。

## 構成
- 第1章 - 総則（第1条･第2条）
- 第2章 - 井戸（第3条~第14条）
- 第3章 - 削除
- 第4章 - 雑則（第22条~第27条）
- 第5章 - 罰則（第28条~第30条）
- 附則

## 所管官庁
経済産業省経済産業政策局地域経済産業グループ地域産業基盤整備課と、環境省水・大気環境局環境管理課の共管。
公布当初は、通商産業省企業局工業用水課と経済企画庁国民生活局水質公害課が担当していた。
経産省産業技術環境局環境政策課および製造産業局化学物質管理課、国土交通省総合政策局環境政策課、水管理・国土保全局下水道事業課、厚生労働省健康・生活衛生局水道課（2024年3月31日まで。以後は国土交通省に移管予定）および農林水産省農村振興局水資源課と連携して執行にあたる。

## 内容
本法では、地盤沈下の著しい地域（地下水の採取により地盤沈下等が発生しており、かつ工業目的としての地下水利用量が多く、地下水の合理的な利用を確保する必要がある地域（工業用水道の整備を前提とする））を、政令により指定する（2018年9月現在、17地域）。この指定地域内において井戸により地下水を採取しこれを工業の用に供しようとする者は、井戸ごとに、都道府県知事の許可（ストレーナー深度、吐出口の断面積）を受けなければならない。許可された内容の変更についても申請が要求され、行政職による立入り調査の規定も置かれている。無許可での井戸使用や命令違反に対しては、罰則が設けられている。これらを厳しくすることにより地盤沈下の防止等を図っている。なお、建築物用地下水の採取は、別に建築物用地下水の採取の規制に関する法律により行われている。
工業用水法指定10都府県17地域は以下の通り。
| 都道府県 | 指定地域 | 指定時期       | 備考                                                                                   |
| -------- | --- | -------------- | -------------------------------------------------------------------------------------- |
| 宮城県   | 仙台市の一部、多賀城市の一部、宮城郡七ヶ浜町の一部                                                                                         | 1975年7月11日  |                                                                                        |
| 福島県   | 南相馬市の一部 | 1979年6月1日   | 原町区（福島県道120号浪江鹿島線以東かつ新田川以南の地域）                              |
| 埼玉県   | さいたま市の一部、川口市の一部、草加市、 蕨市、戸田市、鳩ヶ谷市及び八潮市                                                                  | 1963年6月1日   |                                                                                        |
| 千葉県   | 千葉市の一部、市川市、船橋市、松戸市、 習志野市、市原市の一部、浦安市、袖ケ浦市の一部                                                      | 1969年9月11日  |                                                                                        |
| 東京都   | 墨田区、江東区、北区、荒川区、 板橋区、足立区、葛飾区、江戸川区                                                                            | 1960年12月19日 |                                                                                        |
| 神奈川県 | 川崎市の一部 | 1957年6月10日  | 東急東横線以東の地域                                                                   |
| 神奈川県 | 横浜市の一部 | 1959年3月6日   | 鶴見区及び神奈川区（いずれも京急本線以南の地域）                                       |
| 愛知県   | 名古屋市の一部 | 1960年5月17日  | 港区及び南区（東海道線以西の地域）                                                     |
| 愛知県   | 一宮市、津島市、江南市、稲沢市、愛西市、 清須市の一部、弥富市、海部郡七宝町、同郡美和町、 同郡甚目寺町、同郡大治町、同郡蟹江町、同郡飛島村 | 1984年6月5日   |                                                                                        |
| 三重県   | 四日市市の一部 | 1957年6月10日  | 近鉄名古屋線、四日市あすなろう鉄道内部線、 内部川、三重県道103号四日市鈴鹿線以東の地域 |
| 大阪府   | 大阪市の一部 | 1958年12月4日  |                                                                                        |
| 大阪府   | 豊中市の一部、吹田市の一部、 高槻市の一部、茨木市の一部、摂津市                                                                            | 1965年9月25日  | 吹田市、高槻市、茨木市は名神高速道路以南の地域                                         |
| 大阪府   | 守口市、八尾市の一部、寝屋川市の一部、大東市の一部、 門真市、東大阪市の一部、四條畷市の一部                                                | 1966年5月17日  |                                                                                        |
| 大阪府   | 岸和田市の一部、泉大津市、 貝塚市の一部、和泉市の一部、泉北郡忠岡町                                                                        | 1977年12月26日 | 岸和田市、貝塚市は阪和線以西の地域、 和泉市は大阪府道30号大阪和泉泉南線以西の地域      |
| 兵庫県   | 尼崎市 | 1957年6月10日  |                                                                                        |
| 兵庫県   | 西宮市の一部 | 1962年10月20日 | 阪急神戸本線以南の地域                                                                 |
| 兵庫県   | 伊丹市 | 1963年6月1日   |                                                                                        |